# Friedrichsthal, Nordhausen
Friedrichsthal là một đô thị ở huyện Nordhausen, trong bang Thüringen, Đức. Đô thị Friedrichsthal, Nordhausen có diện tích 12,42 km².